# Michał Elżbieciak
Michał Elżbieciak (ur. 1 kwietnia 1983) – polski hokeista. 

## Kariera
- SMS I Sosnowiec (2001–2002)
- GKS Tychy (2002–2003)
- GKS Katowice (2003–2004)
- GKS Tychy (2004–2007)
- Naprzód Janów (2007–2010)
- KTH Krynica (2010–2011)
- JKH GKS Jastrzębie (2011–2012)
- Zagłębie Sosnowiec (2012–2013)
- Naprzód Janów (2013–2018)

Wychowanek Naprzodu Janów. Absolwent NLO SMS PZHL Sosnowiec z 2002. W barwach reprezentacji Polski do lat 18 uczestniczył w turniejach mistrzostw świata juniorów do lat 18 w 2001. W barwach reprezentacji Polski do lat 20 uczestniczył w turniejach mistrzostw świata juniorów do lat 20 w 2003.
Do 2011 zawodnik KTH Krynica. Od września 2011 do kwietnia 2012 gracz JKH GKS Jastrzębie. Od kwietnia 2012 do stycznia 2013 zawodnik Zagłębia Sosnowiec. Od końca stycznia 2013 roku ponownie zawodnik Naprzodu Janów.
W trakcie kariery określany pseudonimami Ela.
Został także zawodnikiem hokeja na rolkach, w czerwcu 2016 został powołany do kadry Polski na turniej mistrzostw świata. Został powołany do reprezentacji Polski na turniej hokeja na rolkach podczas World Games 2017.

## Inna działalność
Równolegle z grą w podjął pracę w straży miejskiej, następnie jako menadżer salonu kosmetycznego. Od 2011 właściciel prywatnej firmy.
Założył przedsiębiorstwo Premium Centrum Finansowe.

## Sukcesy
Klubowe
- Złoty medal mistrzostw Polski: 2005 z GKS Tychy
- Srebrny medal mistrzostw Polski: 2006, 2007 z GKS Tychy
- Puchar Polski: 2006 z GKS Tychy
- Finał Pucharu Polski: 2010 z Naprzodem Janów
- Mistrzostwo I ligi: 2014 z Naprzodem Janów

Indywidualne
- Puchar Polski w hokeju na lodzie (2009/2010): najlepszy bramkarz turnieju finałowego